# Młódnice
Młódnice (prononciation : [mwudˈnit͡sɛ]) est un village polonais de la gmina de Przytyk dans le powiat de Radom de la voïvodie de Mazovie dans le centre-est de la Pologne.
Il se situe à environ 7 kilomètres au sud-ouest de Przytyk (siège de la gmina), 23 kilomètres à l'ouest de Radom (siège de le powiat) et à 90 kilomètres au sud de Varsovie (capitale de la Pologne).
Le village compte approximativement une population de 136 habitants en 2006.

## Histoire
De 1975 à 1998, le village appartenait administrativement à la voïvodie de Radom.